# Höhere Krebse
Die Höheren Krebse (Malacostraca) sind mit über 40.000 Arten die artenreichste Klasse innerhalb der Krebstiere. Zu ihnen gehören neben den bekannten Krebsen wie Krabben, Hummer, Flusskrebse, Langusten und Garnelen auch die Flohkrebse, Asseln und Fangschreckenkrebse sowie verschiedene artenarme und selten vorkommende Gruppen wie die Thermosbaenacea.

## Anatomie

Allgemeiner Bauplan der Malacostracen

- Der Kopf (Cephalon) besteht aus 6 Segmenten mit zwei Antennenpaaren, sowie Mandibeln, 1. und 2. Maxillen als Mundwerkzeuge. Die beiden antennentragenden Segmente und das Segment davor sind miteinander verschmolzen.
- 8 Brustsegmente mit je einem Beinpaar (Thorakopoden).
- 6 Abdominalsegmente. Die Extremitäten (Pleopoden) am Abdomen (Pleon) haben ursprünglich eine Schwimmfunktion.
- Augen sitzen ursprünglich auf beweglichen Stielen.
- Ein zweikammeriger Magen, aus Filter- und Kaumagen im Hinterteil des Vorderdarms.
- Zentralnervensystem.

## Systematik
Die Klasse der Höheren Krebse wird unterteilt in drei Unterklassen mit insgesamt 16 Ordnungen. Eine ausführlichere Darstellung der Systematik befindet sich in der Systematik der Höheren Krebse.
- Unterklasse Eumalacostraca
  - Überordnung Eucarida
    - Ordnung Amphionidacea
    - Ordnung Zehnfußkrebse (Decapoda)
    - Ordnung Leuchtgarnelen (Euphausiacea)

  - Überordnung Ranzenkrebse (Peracarida)
    - Ordnung Flohkrebse (Amphipoda)
    - Ordnung Cumacea
    - Ordnung Asseln (Isopoda)
    - Ordnung Lophogastrida
    - Ordnung Mictacea
    - Ordnung Schwebegarnelen (Mysida)
    - Ordnung Spelaeogriphacea
    - Ordnung Scherenasseln (Tanaidacea)
    - Ordnung Thermosbaenacea

  - Überordnung Syncarida
    - Ordnung Anaspidacea
    - Ordnung Brunnenkrebse (Bathynellacea)
- Unterklasse Hoplocarida
  - Ordnung Fangschreckenkrebse (Stomatopoda)
- Unterklasse Phyllocarida
  - Ordnung Leptostraca

## Fossilien
Alter und Ursprung der Malacostraca anhand des vorliegenden fossilen Materials abzuschätzen ist problematisch. Die ältesten fossilen Eumalacostraca stammen aus dem Devon. Es herrscht aber Übereinstimmung darin, dass die Phyllocarida weitaus älter sind. Kambrische Fossilien, die traditionell den Phyllocarida zugerechnet werden, sind aber in ihrer tatsächlichen phylogenetischen Stellung äußerst umstritten. Bekannte Fossilien wie Canadaspis perfecta aus dem kanadischen Burgess-Schiefer sind mit hoher Wahrscheinlichkeit keine Phyllocarida, möglicherweise nicht einmal Crustacea, andere mögliche Vertreter wie Perspicaris, Plenocaris und Hymenocaris sind in ihrer Zuordnung ebenso umstritten. Die ältesten in ihrer Zuordnung halbwegs sicheren Malacostraca sind die Archaeostraca, deren früheste Vertreter aus dem ausgehenden Kambrium stammen. Von den nach zahlreichen phylogenetischen Modellen ursprünglichsten Malacostraca, den Leptostraca, liegen allerdings überhaupt keine fossilen Funde vor. Damit kann das tatsächliche Alter der Gruppe kaum verlässlich abgeschätzt werden.